# Tareq Ahmed
Tareq Ahmed (Arabic:طارق أحمد) (sinh ngày 12 tháng 3 năm 1988) là một cầu thủ bóng đá người Các Tiểu vương quốc Ả Rập Thống nhất. Hiện tại anh thi đấu cho Al Nasr.